# Absolute Dance opus 27
Absolute Dance opus 27, kompilation i serien Absolute Dance udgivet i 2000.

## Spor
1. Alice Deejay – "Back In My Life" (Hitradio Full Vocal)
2. Eiffel 65 – "Move Your Body" (DJ Gabry Ponte Original Club Mix)
3. Vengaboys – "Kiss (When The Sun Don't Shine)" (Hitradio)
4. Kim Lukas – "All I Really Want" (Eiffel 65 Radio Edit)
5. The Artful Dodger – "Re-Rewind – The Crowd Say Bo Selecta" (Radio Edit)
6. Madison Avenue – "Don't Call Me Baby" (Original Mix 7")
7. Cuban Boys – "Cognoscenti vs. Intelligentsia"
8. Cargo – "Spacetrucking" (DJ NME Radio Cut)
9. Rollergirl – "Dear Jessie" (Radio Edit)
10. Signum – "Coming On Strong" (DJ Jürgen Radio Edit)
11. Luscious feat. Lois – "We're Having A Party" (Radio Edit)
12. Balearic Bill – "Destination Sunshine" (Video Cut)
13. Wamdue Project – "You're The Reason" (Roy Malone Liquid Mix – Radio Edit)
14. Storm – "Love Is Here To Stay" (Radio Mix)
15. Junior Jack – "My Feeling" (Daddy's Prime Time Edit)
16. Scoopex – "Take On Me" (Original Radio Edit)
17. J & R Project – "Keep It Up" (Radio Edit)
18. Daze – "15 Minutes Of Fame" (Radio Edit)
19. Daniel – "Love Will Keep Us Together"